# Orphnephilina carthusiana
Orphnephilina carthusiana är en tvåvingeart som beskrevs av Vaillant 1977. Orphnephilina carthusiana ingår i släktet Orphnephilina och familjen mätarmyggor.
Artens utbredningsområde är Frankrike. Inga underarter finns listade i Catalogue of Life.